# Adolf Zdrazila
Adolf Zdrazila (8. prosince 1868 Poruba – 23. května 1942 Opava) byl malíř německé národnosti a jedna z nejvýraznějších osobností na poli slezské výtvarné kultury první poloviny 20. století. Veřejnost vnímá Adolfa Zdrazilu především jako malíře obrazů slezské krajiny. I když ty představovaly pouze jednu stránku jeho práce, vedle malby s figurálním obsahem, portrétů, žánrových výjevů, zátiší, volné i užité grafiky, malířské výzdoby profánních a sakrálních objektů, zůstávají i nadále jejím nejpodstatnějším odkazem.

## Život
Adolf Zdrazila se narodil 8. prosince 1868 v Porubě (dnes místní část Ostravy) jako nejstarší ze tří synů krejčího Jana (Johanna) Zdrazily a jeho manželky Johanny, rozené Holaňové. Vesnice Poruba nenabízela, kromě starého zámku rodu Wilczků a kostela, skoro nic, co by podněcovalo nebo podporovalo Zdrazilův umělecký vývoj, přesto jako malý chlapec věnoval většinu svého dětství kreslení a malbě. O jeho talentu se brzy dozvěděl malíř pokojů z Moravské Ostravy, který vzal mladíka po ukončení obecné a měšťanské školy do učení. Když Zdrazilovi skončila čtyřletá doba učení odešel na vlastní pěst do Vídně, kde byl v říjnu roku 1893 přijat na Akademii výtvarných umění ke krajináři Eduardu Peithnerovi von Lichtenfels a grafikovi Williamu Ungerovi. Od března roku 1894 začal navštěvovat Lichtenfelsovu speciální krajinářskou školu. Z Vídně podnikal studijní cesty nejen do blízkého okolí, ale také do rakouských Alp, kde maloval přímo v přírodě. Kromě toho se jako vyučený malíř pokojů ve svém volném čase dále všeobecně vzdělával. Hodně četl, měl rád Homéra, Goethovu lyriku a Gottfrieda Kellera. Se svými přáteli byl ve Vídni členem ochotnického divadla.

### Cestování
V prosinci roku 1894 obdržel Zdrazila od malířky Berty Müllerové a její sestry Marie jako vánoční dárek od každé 10 zlatých. O rok později bylo Zdrazilovi uděleno Slezské zemské stipendium ve výši 80 zlatých a téhož roku se mu dostalo v rámci výborných studijních výsledků ocenění v podobě Speciální ceny. V roce 1896 obdržel Gundelovu cenu a v roce 1897 cenu Rosenbaumovu. Na základě těchto ocenění získal Zdrazila také tzv. Kochovo stipendium o roční výši 180 zlatých. Zlepšení finanční situace během studií umožnilo Zdrazilovi se v roce 1895 oženit s Gabrielou Rosálií Tatzelovou z Opavy, dcerou truhlářského mistra Josefa Tatzela. Její matka Karolína byla dcera hrnčířského mistra Wilhelma Salicha z Opavy. Zdrazilovi a jeho ženě se narodily tři dcery, Kamilla, Martha a Olga.
Velký význam pro další vývoj mladého umělce mělo Státní cestovní stipendium 1800 zlatých na dobu jednoho roku, získané v roce 1898, které mu umožnilo cestovat. Zdrazila dlouho neváhal a už v červenci téhož roku opustil s výborným prospěchem vídeňskou Akademii a odešel do Mnichova. Zde studoval staré mistry a dále se zdokonaloval ve svém malířském umění. V Mnichově se zdržel jen několik měsíců a hned po Vánocích odešel do Karlsruhe na Badische Landeskunstschule, kde se stal žákem krajináře a grafika Gustava Schölenbera, Leopolda Kalckreutha a Friedricha Kallmorgena. V Karlsruhe byl přijat také jako host do tamějšího uměleckého spolku, tím se mu dostalo příležitosti seznámit se s umělci, kteří zde v této době pobývali, a přiblížit se jejich výtvarnému názoru.
V následujících letech podnikl studijní cesty do Schwarzwaldu, Heidelbergu, Štrasburku, Stuttgartu a Besigheimu. Nějakou dobu žil v Paříži, odtud navštívil Brusel, Antverpy a na delší dobu se zdržel v Holandsku (Dortrecht a Alblasseedam). V pozdním létě 1899 odešel přes Brémy, z nichž uskutečňoval cesty do vřesovišť, až k Severnímu moři, do umělecké kolonie Worpswede u Hannoveru, založené v roce 1885 Fritzem Mackensenem. Zdrazilu fascinovala nekompromisnost, s jakou členové worpswedské krajinářské kolonie opustili civilizaci a velkoměsto a uchýlili se na venkov, kde se mohli nerušeně věnovat studiu přírody.

### Návrat do Opavy
Po návratu z Worpswede se na podzim v roce 1899 Zdrazila vrátil do Opavy. Se svou rodinou se usadil v domě své tchyně Karoliny Tatzelové na Olomoucké ulici 56, který byl postaven podle projektu stavitele Josefa Hruschky.[zdroj?] V domě se nacházel taktéž Zdrazilův ateliér. Ozdobou domu se stala freska na fasádě, zobrazující tančící dívky ve sluncem prozářené krajině, kterou vytvořil Zdrazila roku 1901.
Velký umělecký úspěch přišel v roce 1900, kdy se stal Zdrazila členem spolku Wiener Secession. V roce 1902 přichází další Zdrazilův úspěch, tentokráte spojený s obrazem Zapadající slunce (1901), vystaveným v salónu Pisko ve Vídni, který zakoupilo rakouské ministerstvo kultu a vyučování pro Státní galerii ve Vídni. Ve stejném roce Zdrazila obdržel v Opavě od starosty města povolení pro tisk grafiky.
V této době Zdrazila navštívil salón spisovatelky Marie Stony v Třebovicích, tvořící na přelomu 19. a 20. století jakési kulturní centrum Slezska, kde se scházeli nejen místní představitelé kultury a politiky, ale také redaktoři německých a českých novin, ředitelé ostravských a opavských podniků, básníci, literáti a umělci. Po této krátké návštěvě odešel do Bergu u Böheimkirchenu (St. Pölten) v Dolním Rakousku, kde na jaře v roce 1902 založil společně se svými přáteli, mezi které patřil Josef Jungwirth a Franz Schuster, uměleckou kolonii podobnou Worpswede. Zdrazila přes celý den maloval, večery pak věnoval hře na kytaru a četbě knih, kterými se neúnavně snažil dále zdokonalit své všeobecné vzdělání. „Žádnou hodinu netrávím zbytečně“ napsal v dopise z 6. března 1903. Pod vedením Josefa Jungwirtha se v Bergu Zdrazila zlepšil ve figurální kresbě a na oplátku naučil svého přítele malovat krajiny. V kolonii strávil studiem přírody dva roky.
Během svého zahraničního pobytu udržoval Zdrazila s Opavou stálý kontakt, o čemž svědčí řada zakázek a výstav pořádaných v opavském Uměleckoprůmyslovém muzeu. V Opavě se natrvalo usadil až v roce 1904, ale i nadále, jakožto člen vídeňského uměleckého spolku Wiener Secession, se účastnil řady zahraničních výstav. Kromě Vídně zajížděl také do Mnichova a společně se svou rodinou několikrát pobýval ve městě Kirchweg v Dolním Rakousku.
Po svém návratu do Opavy získal v roce 1904 Zdrazila zakázku na výzdobu refektáře a dormitáře sester psychiatrické léčebny v Opavě. Stejně tak se v této době prohloubila Zdrazilova spolupráce s Uměleckoprůmyslovým muzeem na zachování slezské kultury. Společně s Braunem začali v muzeu shromažďovat zbytky slezské kultury za účelem jejího zachování a pozdějšího vystavení v rámci stálé sbírky Uměleckoprůmyslového muzea. Sbírka zahrnovala lidové kroje, nábytek, výšivky, sklo i keramiku.
Zdrazilova aktivita pro opavské muzeum se neorientovala pouze na zachování slezské kultury, ale projevila se i v ostatních činnostech muzea. Zdrazila zde v roce 1905 a 1906 vedl kurz kreslení a mezi lety 1906–1908 kurs grafických technik.
Kromě vedení grafických kurzů navrhoval Zdrazila několik let pro muzeum diplomy a nejrůznější tisky. V 1901 to byl při příležitosti vánoční výstavy ručních prací v opavském muzeu barevný dřevoryt pro všech 209 vystavovatelek, téhož roku vychází grafický cyklus o Šípkové Růžence, o rok později dodává diplom pro arcibiskupa Georga von Koppa a grafický list k jubileu opavského pěveckého spolku Německá píseň (1902).
Dále se Zdrazila zúčastnil soutěže pořádané muzeem na výtvarný reklamní plakát s pohledem na Opavu, v níž získal první cenu. Zároveň se s Edmundem Wilhelmem Braunem účastnil mnoha zasedání porot, konaných v Uměleckoprůmyslovém muzeu k posouzení uměleckých děl. V rámci projektu o zachování slezské kultury provedl řadu akvarelů památkových staveb v Opavě a jejím okolí. Zaměřil se zvláště na lidovou architekturu a krajinný charakter Opavska i Jesenicka, jenž má dnes hodnotu spíše dokumentární, cennou především pro památkáře a etnografy, jelikož stavby, zachycené na Zdrazilových obrazech, se z velké části nedochovaly.
Zdrazila byl velkým milovníkem hudby, láska k ní a k vlasti ho spojovala s jeho stejně smýšlejícími přáteli, s autorem „Slezské symfonie“ Ludwigem Grandem a básníkem Zeleného Slezska Viktorem Heegrem. Dokonce si i sám vybudoval malé domácí varhany, na které hrával.
V roce 1909 navrhl vnitřní výzdobu výstavního pavilónu pro jubilejní výstavu slezských řemesel konanou v Opavě. V Opavě se také setkává s architektem Leopoldem Bauerem, s nímž v následujících letech úzce spolupracoval na několika zakázkách. V roce 1909 navrhl vitráže pro zasedací sál budovy bývalé Obchodní a živnostenské komory v Opavě, postavené podle projektu tohoto architekta. Mezi lety 1911–1913 jejich spolupráce pokračovala na farním kostele svatého Mikuláše v Bílsku-Bělé (Polsko) a v roce 1913–1915 na kostele sv. Martina v Tošovicích (nedaleko Oder). Další společné projekty jsou známy až z doby po první světové válce. V roce 1914 rekonstruoval fresky v kostele sv. Václava v Opavě.

### Po první světové válce
Za první světové války, musel Zdrazila narukovat jako jednoroční dobrovolník k pěšímu pluku domobrany č. 15 v Opavě. Od 14. února 1918 byl členem umělecké skupiny při válečném tiskovém oddělení a působil jako vojenský malíř. Válka ho zavedla do Itálie, Srbska a Ruska. Po válce se Zdrazila vrátil domů jako poručík.
Po návratu do Opavy v roce 1919 se Zdrazila stal předsedou uměleckého spolku Vereinigung bildender Künstler Schlesiens, který měl své sídlo v Opavě. Spolek fungoval od roku 1919 jako volné sdružení a od roku 1926 jako registrovaný spolek, jehož stanovy byly schváleny 20. listopadu 1926. V této době pořádal Zdrazila i kurzy kreslení a malování. K jeho nejvýznamnějším žákům patřil malíř Valentin Držkovic, Helmut Krommer a Leo Haas.
Do roku 1926 je datována Zdrazilova práce pro město Bruntál. V tomto roce zde vyzdobil kapli Arcibiskupského chlapeckého semináře zvané Petrina a o dva roky později ve stejném městě vytvořil nástěnné malby za hlavním oltářem piaristického kostela Panny Marie Těšitelky. Do stejného období se řadí i realizace nástěnného obrazu pro kostel Nejsvětější Trojice v Opavě.
Mezi lety 1928–1930 se podílel na výzdobě kaple Nejsvětějšího Srdce Páně řádové školy pro ošetřovatelky na Olomoucké ulici v Opavě, zvané Francizkaneum, kterou zřídila Kongregace milosrdných sester III. řádu sv. Františka. Mezi lety 1929–1930 provedl malířskou výzdobu kaple nemocnice německých rytířů na Popské ulici v Opavě. Zdrazila se taktéž mezi lety 1933–1935 podílel na výzdobě kostela Narození sv. Jana Křtitele ve Skrochovicích (nedaleko Opavy).
Ke spolupráci s architektem Leopoldem Bauerem, se Zdrazila vrátil v pozdějších letech při stavbě kostela sv. Hedviky v Opavě (1933–1938), pro který vytvořil oltářní obraz pro boční kapli a výzdobu fasády.
Adolf Zdrazila zemřel v Opavě 23. května 1942 ve věku téměř 74 let a je pochován na místním hřbitově.

## Dílo

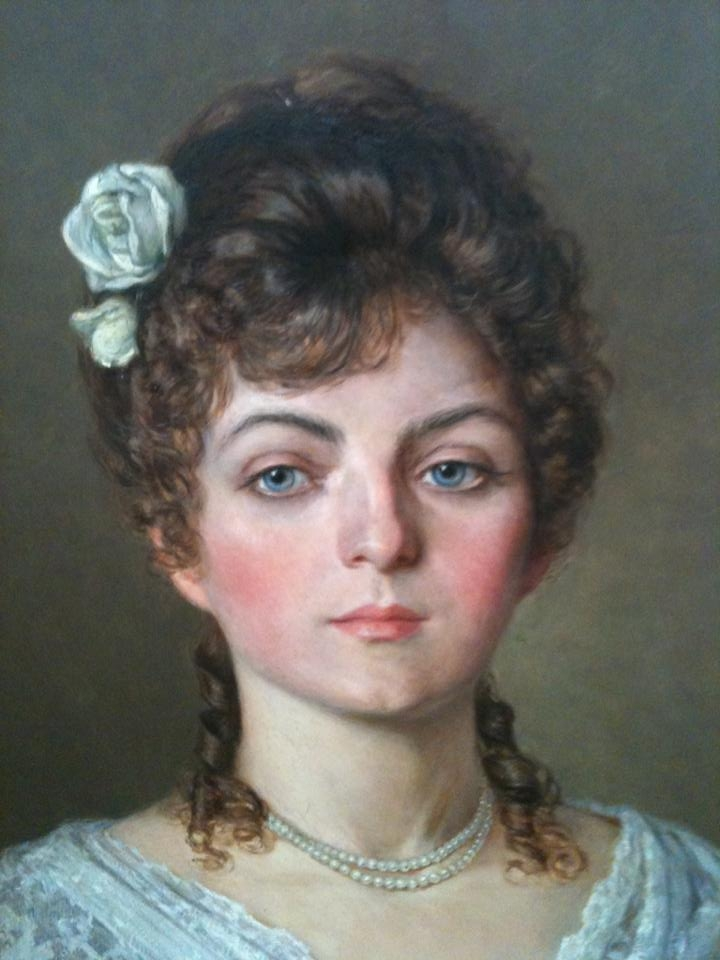
Díla Adolfa Zdrazily

Adolf Zdrazila nebyl tou osobností, která by už od počátku tvorby upoutávala svým dílem mimořádnou pozornost. Tu si musel postupně vydobýt neúnavnou pílí, obdivuhodnou výdrží a prací, často se blížící až k pedantské důkladnosti. Ve svých prvotinách, zvláště pak krajinách, se stále upíral k nadbytečným detailům, které sice obdivovala spousta laiků, ale odborná veřejnost se k nim stavěla kriticky.
Obrat ve Zdrazilově tvorbě přišel po studiích na Akademii ve Vídni, Karlsruhe a především po jeho studijních cestách. Zde se naučil zachytit podstatu, charakter a poetičnost zobrazované reality a vyjádřit ji co nejjednodušeji pomocí světla a barev. Zdrazilu silně ovlivnil pobyt v umělecké kolonii ve Worpswede u Hannoveru a její programový návrat k rodné krajině, oslavě venkovského lidu a národní kultury. Tento programový návrat k umění domoviny nadchl Zdrazilu natolik, že po návratu do Opavy kontaktoval svého přítele E. W. Brauna a přijal jeho nabídku k zachování zbytků slezské kultury v Uměleckoprůmyslovém muzeu v Opavě. Začal každoročně procházet domácí hory, aby si odsud přinesl kresebné studie slezské přírody. Krajina slezské vlasti se tak stala nejpříznačnějším rysem Zdrazilových obrazů.
Zdrazilova raná tvorba umocněná pobytem v umělecké kolonii ve Worpswede a členstvím ve vídeňském uměleckém spolku Wiener Secession úspěšně navázala na soudobé umělecké dění přelomu 19. a 20. století. Toto období se stalo důležitým těžištěm Zdrazilových děl vrcholících v obrazech jako Krajina u Opavice (1901), Portrét umělcovy choti (1904), Pohled na větrný mlýn u Slavkova (1900) a grafice Podzimní krajina (1900), Březový háj (po roce 1900) Rýbrcoul (1903). Prostřednictvím těchto děl se Zdrazila přiblížil k aktuálním tvůrčím otázkám německého, rakouského a českého malířství konce 19. a počátku 20. století: k uplatnění prožitků, psychických stavů a nálad. Podobně jako malíři Eugen Jettel, Antonín Hudeček, Antonín Slavíček, Jan Preisler, Emil Orlik, Arnošt Hrabal nebo sochař Ladislav Šaloun zpracovával podobná témata prostého pohledu do březového háje, postavy osamělých žen v krajině či lidový žánr a pohádkovou fantastiku. Podobně jako tito umělci se i Zdrazila snažil ve svých obrazech proniknout do duše člověka, jeho psychiky, niterných představ a prožitků.
Nároky ale postupně stoupaly v přímé souvislosti s tím, jak se bouřlivě měnil kulturní život v českých zemích. Zejména pak ve výtvarném umění se v letech před první světovou válkou doslova lámal jeden styl za druhým. Přestože Zdrazila sledoval tento vývoj moderního umění v jeho nejrůznějších směrech a proudech se zvláštním zájmem, jeho tvorbu to nikterak neovlivnilo. Přes úspěšné navázání na soudobé umělecké dění přelomu 19. a 20. století, setrvala jeho tvorba v pozdějších letech spíše v intencích konzervativní malby.

### Předseda ve spolku Vereinigung bildender Künstler Schlesiens
Důležitý význam mělo pro Zdrazilovu kariéru až období po první světové válce, ve kterém přijal předsednictví uměleckého spolku Vereinigung bildender Künstler Schlesiens, a tím si upevnil své dosavadní postavení na poli opavské soudobé umělecké scény. Během těchto let se stal uznávaným a kupovaným malířem. Jedinečná a nevídaná píle dovedla již padesátiletého malíře na vrchol tvorby. Ve srovnání s ostatními členy spolku Vereinigung bildender Künstler Schlesiens zůstávají ale Zdrazilovy obrazy i nadále tradičnější, nepoznamenané vztahem k expresionismu. V námětově provázaných obrazech maloval především své dcery, zátiší a i nadále se věnoval krajinomalbě. Obrazy buduje realisticky skrze měkkou barevnou skvrnu, pomocí jemného světelného kontrastu. Odehrávají se na nich obyčejné a všední události z malířova bezprostředního okolí. Zdrazilovy dcery při domácích pracích, odpočívající v zahradě, sedící na lavičce v parku nebo čtoucí knihu. Obrazy jako Olga (1918), Martha čistící jablka (20. léta 20. století), Na lavičce v parku (1920) a Zátiší s cíniemi (1926) prozrazují úzkou námětovou i formální inspiraci holandskými autory 17. století, jejichž díla Zdrazila poznal během svých studijních cest v nejrůznějších muzeích a reagují na evropskou vlnu neorealismu.
Obrazy malované v intencích realistické malby přetrvaly i v závěrečné fázi Zdrazilovy tvorby. Zvláštní pozornost si zaslouží pozdní díla Krajina u Opavy (1936) a Krajina (30. léta 20. století), budované na základě kresebné jistoty, pevné tvarové výstavby živým štětcovým přednesem v jiskrné barevnosti. Tvarová skladba spěje v tomto období k zjednodušení tvarů a odpoutání se od drobného detailu.V oblasti olejomalby, ale také v oblasti grafiky se malíř začíná víc věnovat barvě, jejím tónům a barevným nuancím, čímž dosahuje překvapivých výsledků.
Druhou bezmála důležitou součástí Zdrazilovy tvorby byla výzdoba profánních a sakrálních objektů převážně na území regionu Slezska, časově vymezená první polovinou 20. století. V oblasti umělecké výzdoby profánních staveb Zdrazila úspěšně navázal na soudobé kulturní dění v českých zemích svou freskovou výzdobu rodinného domu na Olomoucké ul. č. 56 v Opavě, zobrazující tančící mladé dívky ve sluncem prozářené jarní krajině. Podobně jako ve své volné tvorbě i zde zpracoval jedno z ústředních témat českého malířství přelomu 19. a 20. století, spojení přírody s figurální malbou. Podobně jako malíři Antonín Hudeček, Jan Preisler, Karel Špillar, Josef Schusser a další, dovedl i Zdrazila tento motiv až do polohy nového stylového ideového obrazu, kdy postava, žena, představovala personifikaci duše krajiny. Kromě freskové malby je těžiště Zdrazilovy umělecké výzdoby profánní architektury spatřováno zejména v okenních vitrážích budovy bývalé Obchodní a živnostenské komory v Opavě. Stylově secesní charakter Zdrazilových vitráží se blíží k tvorbě rakouského malíře Leopolda Forstnera.
Malby s náboženskou tematikou se od ostatních prací, krajin, zátiší a portrétů liší a blíží se ke stylu Nazarénů, který souvisel s dobovou emancipací církevního umění. Při umělecké výzdobě sakrálních objektů, zejména v kostele sv. Mikuláše v Bílsku-Bělé a v kostele sv. Martina v Tošovicích, hledal Zdrazila inspiraci ve starším raně středověkém tvarosloví a ornamentice, blížící se kromě stylu Nazarénů, také ke stylu Beuronské umělecké školy. Zdrazila nacházel také často inspiraci v secesní ornamentice. Spojením těchto komponentů tak ve své náboženské malbě dospěl k osobitému projevu. V intencích náboženské malby počátku 20. století Zdrazila setrval i nadále po skončení první světové války v kostele Nejsvětější Trojice v Opavě a v kapli arcibiskupského chlapeckého semináře v Bruntále. Větší změna nepřišla ani v závěrečné fázi jeho tvorby, kdy umělecky vyzdobil kapli Nejsvětějšího Srdce Ježíšova řádové školy pro ošetřovatelky kongregace Milosrdných sester III. řádu sv. Františka, kostel Narození sv. Jana Křtitele ve Skrochovicích a kostel sv. Hedviky v Opavě.
Adolf Zdrazila prožil dlouhý život a je celkem pochopitelné, že jeho tvorba jevila občas výkyvy kvality. Způsobil je většinou až přílišný zájem o přesné znázornění reality vedoucí až k suché popisně realistické malbě. Umělec si toho byl sám vědom, a proto na sobě stále neúnavně pracoval. Náplní celého jeho života byla tvůrčí touha projevit se v nejrůznějších oblastech umění. Byl vynikajícím grafikem a kreslířem často až miniaturní jemnosti, řezbářem i hrnčířem, ale v první řadě byl malířem. Malířem, v jehož díle bude navždy zachována krása slezského kraje.

## Galerie

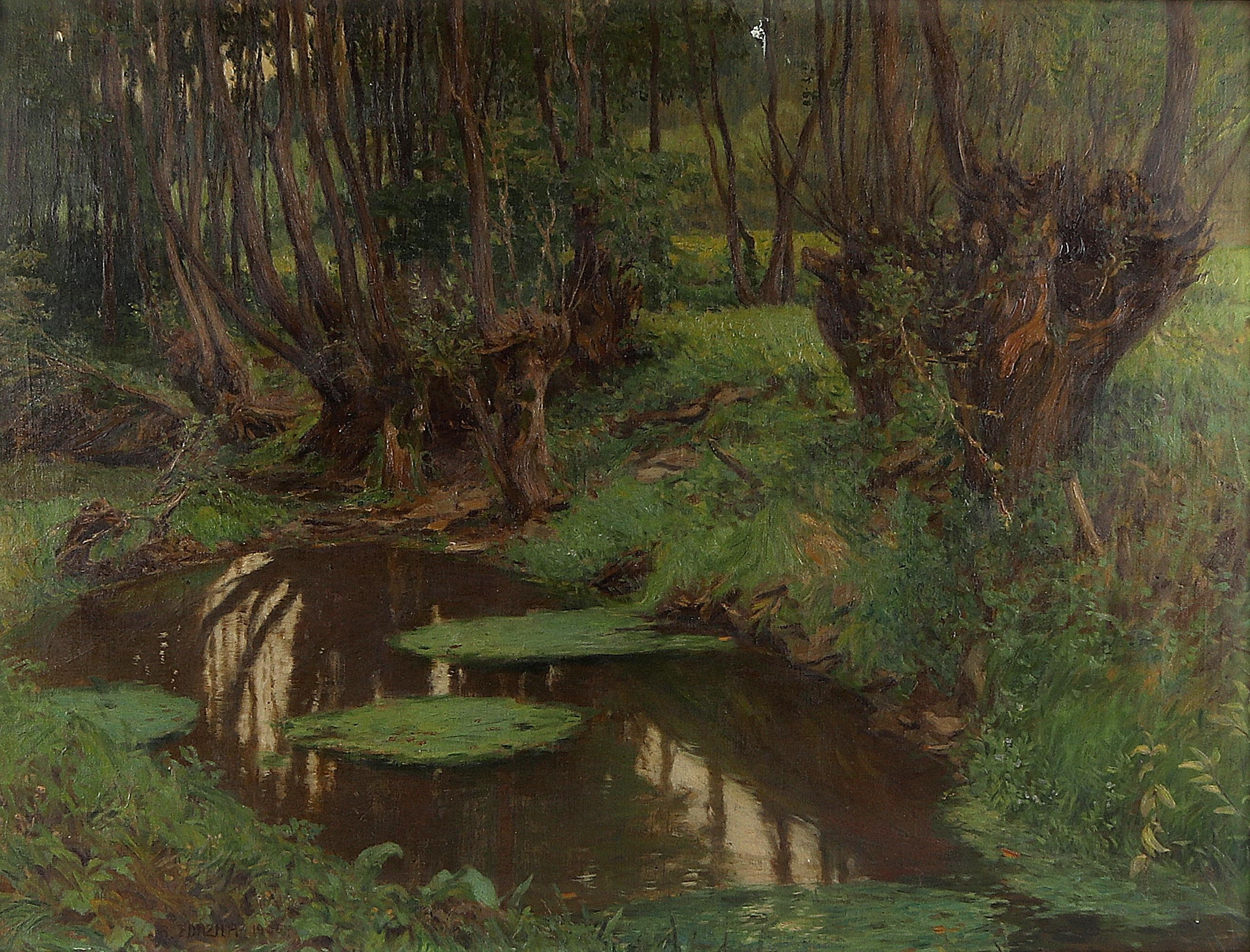
Bažinatá krajina
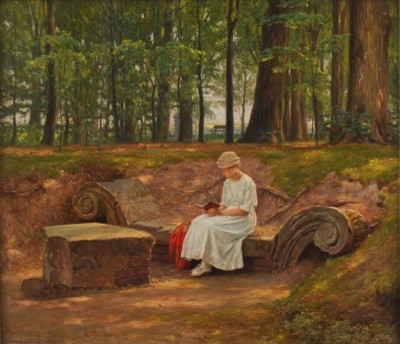
V parku (1920), Galerie výtv. um. Ostrava
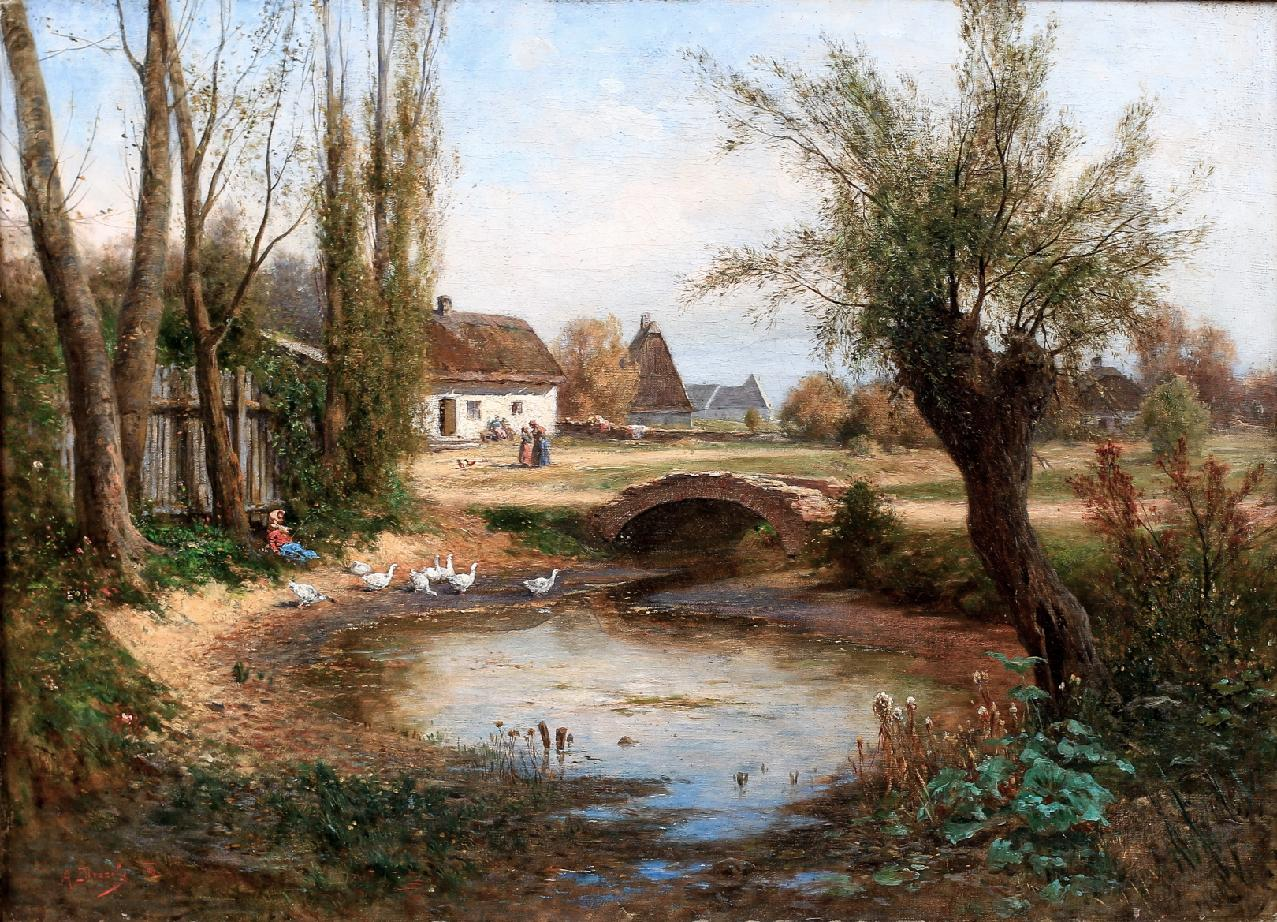
Na venkově (1896)
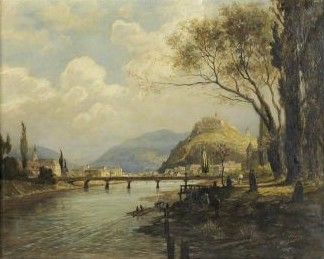
Krajina s mostem
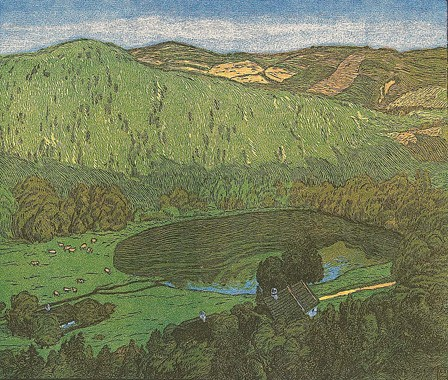
Malé jezero (kol. 1900)
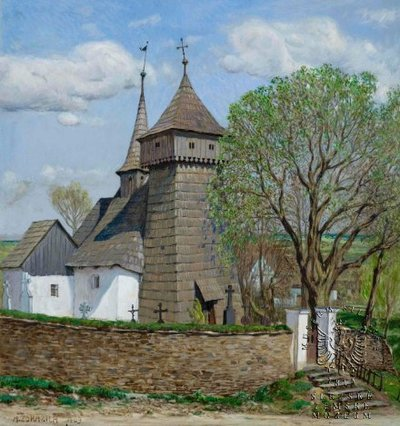
Kostel svatého Martina v Šošovicích (před 1909)
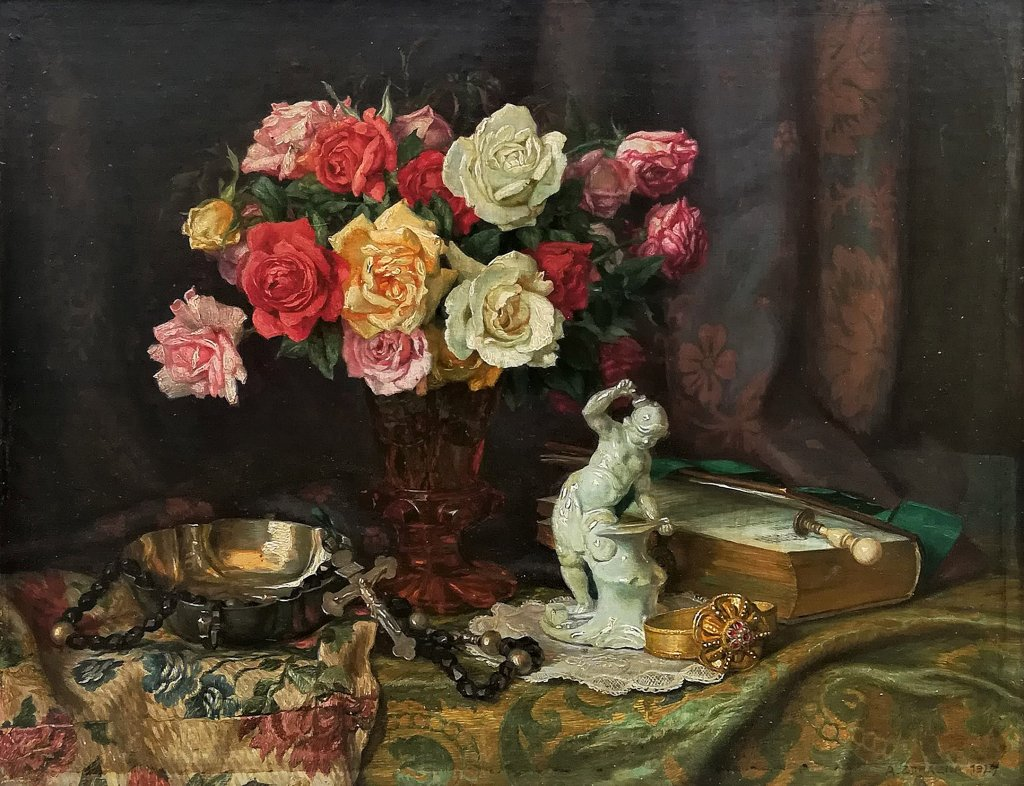
Bohaté zátiší (1929)
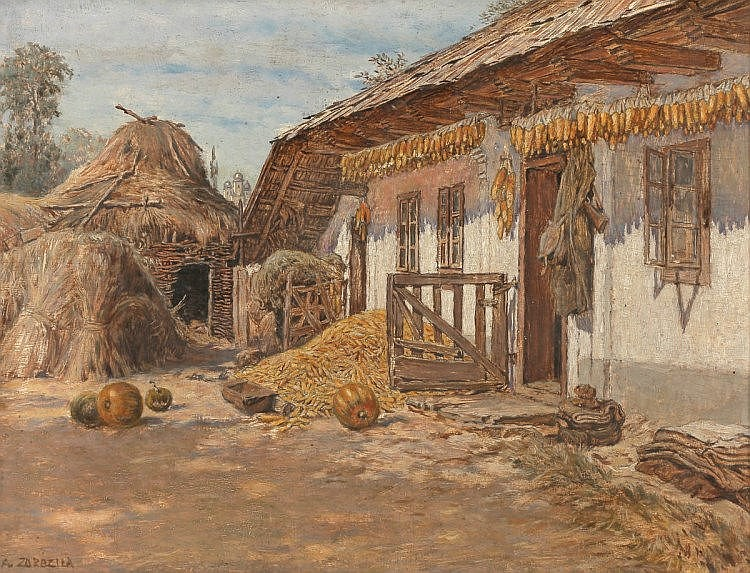
Hospodářské stavení
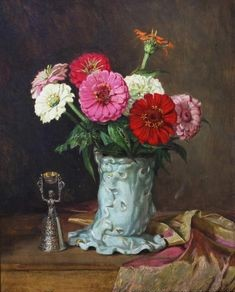
Květiny a svatební poháry
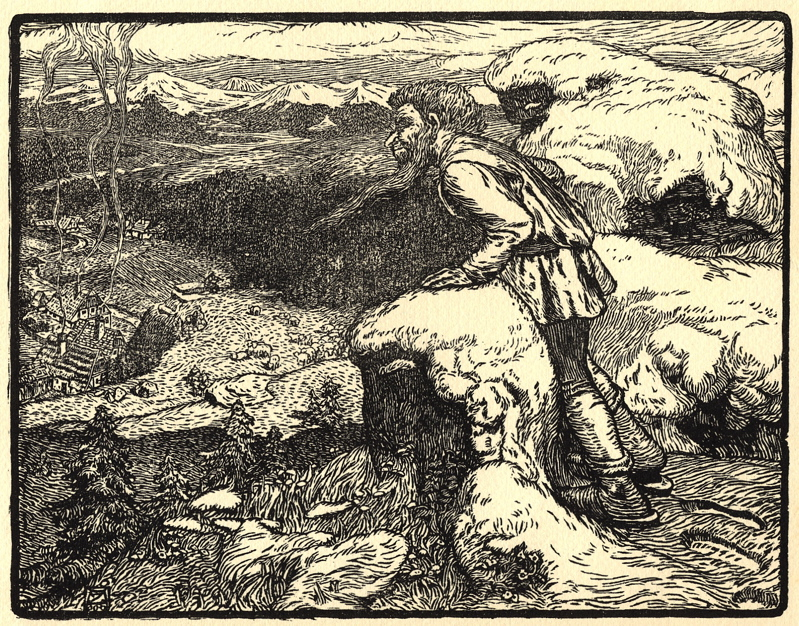
Rübezahl (1908)
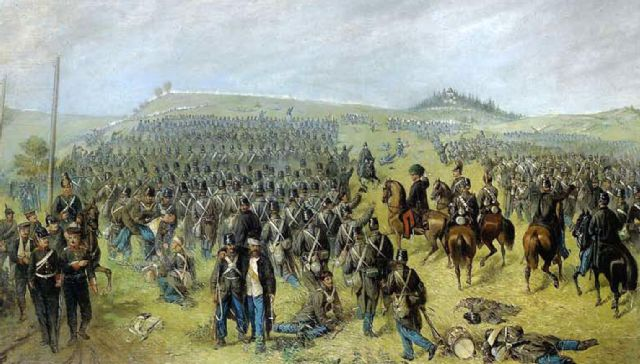
Adolf Zdrazila - Bouře Rakušanů na Kapellenbergu v bitvě u Trutnova 27. června 1866 (1890)